# عجوقة قصيرة
عجوقة قصيرة (الاسم العلمي:Ajuga brachystemon) هي نوع من النباتات تتبع جنس العجوقة من الفصيلة الشفوية.